# Holasice (Lažánky)
Holasice jsou vesnice, část obce Lažánky v okrese Brno-venkov v Jihomoravském kraji. Nacházejí se v Křižanovské vrchovině, asi 1,5 km na východ od Lažánek. Žije zde 52 obyvatel.
Holasice leží v katastrálním území Holasice u Veverské Bítýšky o rozloze 1,72 km².

## Historie
První písemná zmínka o vsi je z roku 1390. Součástí Lažánek jsou Holasice od roku 1850.

## Obyvatelstvo
| Rok            | 1869 | 1880 | 1890 | 1900 | 1910 | 1921 | 1930 | 1950 | 1961 | 1970 | 1980 | 1991 | 2001 | 2011 | 2021 |
| -------------- | ---- | ---- | ---- | ---- | ---- | ---- | ---- | ---- | ---- | ---- | ---- | ---- | ---- | ---- | ---- |
| Počet obyvatel | 58   | 61   | 74   | 73   | 75   | 78   | 54   | 58   | 54   | 57   | 45   | 23   | 31   | 37   | 52   |
| Počet domů     | 8    | 8    | 10   | 10   | 10   | 11   | 11   | 27   | —    | 12   | 11   | 13   | 13   | 15   | 19   |

Vývoj počtu obyvatel